# Ырдык
Ырдык (кирг. Ырдык) — село в Джети-Огузском районе Иссык-Кульской области Кыргызстана. Входит в состав Ырдыкского аильного округа. Код СОАТЕ — 41702 210 835 05 0.
На месте бывшего дунганского села Мариинское, основанного в 1877 г.,  в 1917 году  была основана казачья станица Мариинская (Свободненская).

## Население
По данным переписи 2009 года, в селе проживало 2627 человек.